# 보은 능성 구씨 보갑 및 구씨가승 목판
보은 능성구씨 보갑 및 구씨가승 목판(報恩 綾城具氏 譜匣 및 具氏家乘 木板)은 충청북도 보은군 마로면 관기리에 있는 조선시대의 석조보갑과 목판이다. 2013년 5월 31일 충청북도의 유형문화재 제349호로 지정되었다.

## 개요
능성구씨 보갑은 특이한 형태의 석조보갑(石造譜匣)으로 유사시에 족보를 위시한 선조들의 유고(遺稿) 등을 영구히 전하기 위해 지하에 매몰할 수 있도록 제작된 희귀한 석함으로 비교적 완형을 유지하고 있어 보학 연구에 귀중한 자료이다.
가승(家乘)은 혈통적 근원 내지 내력을 직계조상을 중심을 밝힌 가계기록으로 족보의 한 형태로, 구씨가승 목판(具氏家乘 木板)은 구봉서(具鳳瑞)가 1640년(인조 18) 10월에 제작한 것으로 고봉정사 내 능성구씨 보갑에 보존하였다고 전해지며 한국전쟁시 일부가 분실되어 총 18매 중 현재 8매만 남아 있다.

## 참고 자료
- 보은 능성구씨 보갑 및 구씨가승 목판 - 국가유산청 국가유산포털